# Университетская горка
Университетская горка — древнейший исторический район в центре Харькова, на его территории в XVII веке была построена Харьковская крепость. Своё название район получил в начале XIX века после открытия Императорского Харьковского университета.

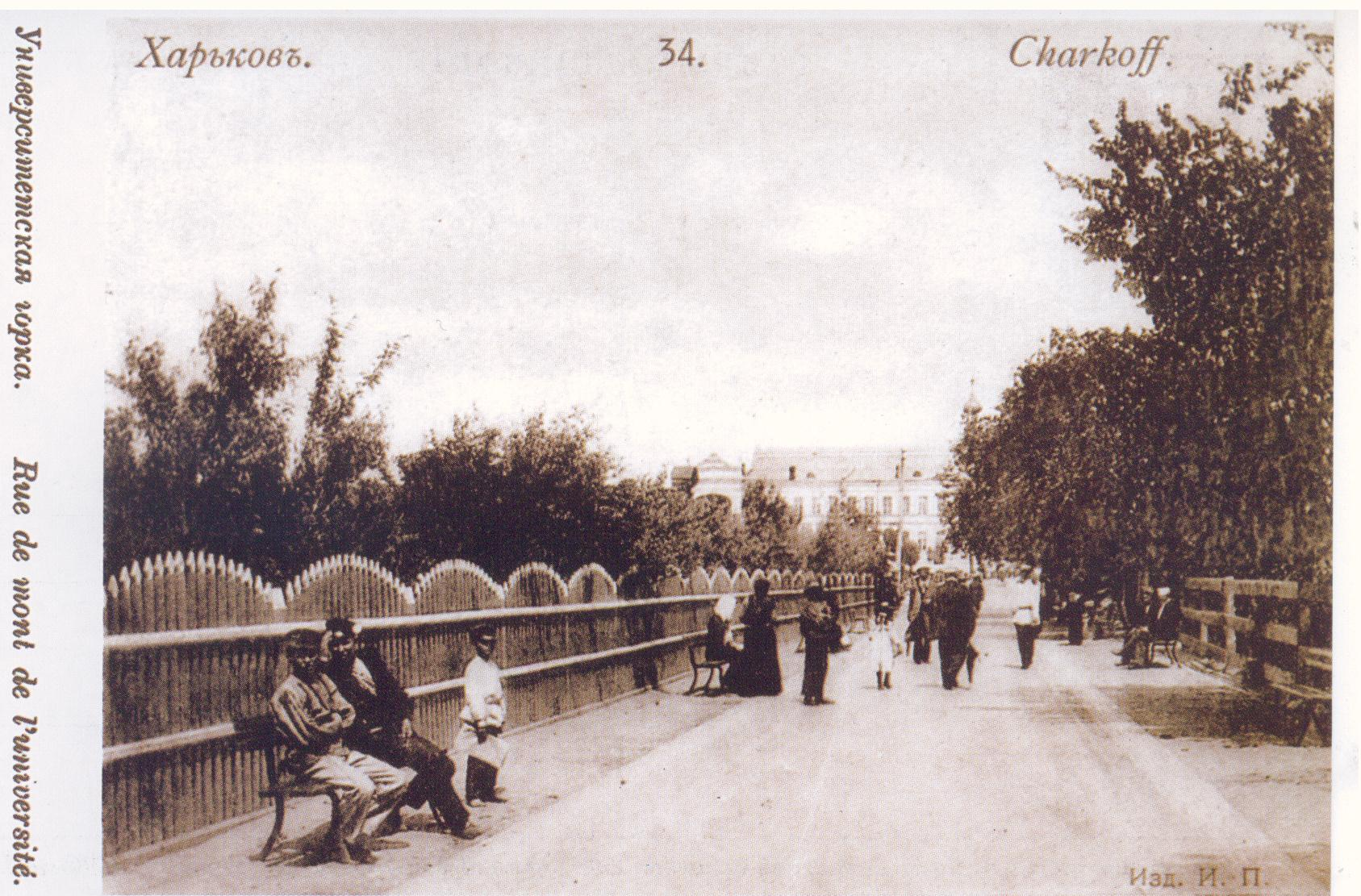
Университетская горка в начале XX века

|  | Гравюра 1840-х годов, изображающая вид на Университетскую горку из-за Лопани. По центру расположен Успенский собор, слева Покровский монастырь. Пространство между монастырём и собором занимает Гостиный ряд, над которым виднеются купола Николаевской церкви. Справа от собора — здания Императорского Харьковского университета и университетской церкви. Внизу располагается Сергиевская площадь, от неё к Университетской улице поднимается вверх Купеческий спуск, к Соборной площади ведёт лестница на горку, справа видно начало Лопанского моста |